# Luis Miguel Fernández Toledo
Luis Miguel Fernández Toledo conegut en l'àmbit del futbol com a Luis Fernández(Tarifa, 2 d'octubre de 1959) és un futbolista professional francès d'origen castellà dels anys 1980 i posteriorment entrenador. Jugador i entrenador de primera línia lligat inextricablement al PSG amb el qual guanyà com a jugador una lliga francesa de futbol (1986) i dues copes franceses (1982 i 1983). Amb la selecció francesa de futbol guanyà l'Eurocopa de 1984; i elTrofeu Artemio Franchi (1985). Com a entrenador, també amb el PSG, ha guanyat una Copa francesa de futbol (1995), una Copa de la Lliga francesa de futbol (1995), el Trophée des Champions (1996), la Recopa d'Europa (1996) i la Copa Intertoto de la UEFA (2001).
Fernández signà el seu primer contracte professional al Paris Saint-Germain FC (PSG) quan tot just tenia 19 anys, el 1978. En aquest club fou campió de lliga el 1986, però la següent temporada ingressà al Racing Club de Paris. Després de tres temporades sense gaire èxit abandonà el club i signà amb l'AS Cannes, el 1989. El 1992, quan encara era jugador del club, aquest li oferí la possibilitat d'esdevenir jugador entrenador. Fernández acceptà i posteriorment esdevingué entrenador a temps complet.
Amb la selecció francesa debutà el 1982. La seva primera gran competició de seleccions fou l'Eurocopa 1984, on fou campió, i dos anys més tard el Mundial de Mèxic 1986, on fou semifinalista. També participà en l'Eurocopa 1992, any en què es retirà de la selecció. En total disputà 60 partits i marcà 6 gols durant els deu anys a la selecció.
Com a entrenador de l'AS Cannes assolí força èxit. Ascendí el club a la Ligue 1 i més tard el classificà per la Copa de la UEFA. La temporada 1993-1994 fou escollit millor entrenador a França. El 1994 fou contractat pel Paris Saint-Germain FC. La seva primera temporada fou força bona. Allunyat del títol de lliga pel FC Nantes, aconseguí guanyar la Copa de França i la Copa de la Lliga. A la Copa d'Europa arribà a semifinals, essent derrotat per l'AC Milan, però havent batut a quarts de final el FC Barcelona de Johan Cruyff. La següent temporada guanyà la Recopa d'Europa de futbol davant el Rapid de Viena, però la seva fluixa temporada local el conduïren fora del club en acabar la mateixa.
A l'Athletic Club de Bilbao hi romangué quatre temporades i com a major èxit destacà la classificació del club per la Lliga de Campions. A continuació visqué una segona etapa al PSG, on malgrat comptar amb homes com Jay-Jay Okocha, Nicolas Anelka i Ronaldinho, no assolí resultats brillants. El 4 de novembre de 2003 fitxà pel RCD Espanyol, el qual es trobava a la part baixa de la classificació. Aconseguí salvar l'equip però deixà el club en acabar la temporada.
Els seus darrers clubs foren a Qatar l'Al-Rayyan, a Israel el Beitar Jerusalem, el Reial Betis la temporada 2006-07, Stade de Reims i des del 21 de març de 2010 la selecció nacional d'Israel. El seu contracte no fou renovat després d'assolir la classificació per l'Eurocopa 2012.